# B1 (Paralympics)
B1 ist eine funktionelle Klassifizierung für Sportler, die den wettbewerbsrelevanten Grad der Behinderung in paralympischen Sportarten kennzeichnet.
Nach B1 klassifizierte Sportler müssen die folgenden Bedingungen erfüllen:
„Vollblinde: Keine Lichtempfindung in beiden Augen bis zur Lichtempfindung, aber unfähig, eine Handbewegung wahrzunehmen in irgendeiner Entfernung oder Richtung.“

## Abgeleitete Startklassen
Nach B1 klassifizierte paralympische Sportler sind in den folgenden Startklassen und Sportarten startberechtigt:
| - 5er-Fußball (Startklasse B1) - Ski Nordisch (Startklasse B1) | - Ski Alpin (Startklasse B1) - Biathlon (Startklasse B1) | - Leichtathletik (Startklassen T11 / F11) - Schwimmen (Startklassen S11 / SB11 / SM11) |

Besondere Bedingungen für nach B1 klassifizierte Sportler je nach Sportart:
- 5er-Fußball (Startklasse B1): alle Feldspieler müssen eine lichtundurchlässige Binde oder Brille tragen
- Ski Nordisch (Startklasse B1) & Ski Alpin (Startklasse B1)  / Biathlon (Startklasse B1): Guides fahren vorneweg oder hinterher, führen durch Zuruf oder Funk
- Leichtathletik (Startklassen T11 / F11): alle Sportler müssen eine lichtundurchlässige Binde tragen und benötigen in den Laufwettbewerben Guides, die an den Armen gekoppelt nebenher laufen; in den Sprung- und Stoßwettbewerben gibt es spezifische Hilfen
- Schwimmen (Startklassen S11 / SB11 / SM11): Sportler benötigen eine Anschlaghilfe am Beckenende

## Weitere Startklassen
Nach B1 klassifizierte paralympische Sportler sind zusammen mit anderweitig beeinträchtigten Sportlern in den folgenden Startklassen und Sportarten startberechtigt (mit Verlinkungen zu den Startklassen):
| - Radsport (Startklasse B) - Rudern (Startklasse LTA-VI) - Triathlon (Startklasse PT5) | - Judo (Startklasse B) - Goalball (Startklasse B) | - Para-Dressursport (Startklasse Grade III) - Segeln (Startklasse Befähigungsgrad 3) |